# Зловживання правом
Зловжива́ння правом (суб'єктивним) — особливий вид юридично значущої поведінки,
яка полягає у соціально шкідливих учинках суб'єкта права, у використанні недозволених конкретних форм у межах дозволеного законом загального типу поведінки, що суперечить цільовому призначенню права.
Зловживання своїми правами полягає у недобросовісному їх здійсненні.
Термін «зловживання правом» у його буквальному розумінні означає використання права заради зла у тих випадках, коли уповноважений суб'єкт володіє суб'єктивним правом, діє в його межах, але наносить яку-небудь шкоду правам інших або суспільству в цілому. Наприклад, член родини наймача житлового приміщення, зловживаючи своїм правом, без якихось причин не дає згоди на обмін, звужуючи тим самим права інших членів родини.

## Характеристика
Ознаки зловживання правом:
1. наявність в особи суб'єктивного права (зловживати можна тільки суб'єктивним правом);
2. діяльність особи, що спрямована нібито на реалізацію цього права, видимість легальності поведінки;
3. використання недозволених засобів і способів здійснення права;
4. здійснення права всупереч його соціальному призначенню;
5. усвідомлення особою незаконності своїх дій, свідомий вихід за встановлені законом межі (наявність умислу);
6. заподіяння шкоди (збитку) інтересам суспільства чи інтересам іншої особи;
7. невиразність протиправної поведінки як юридичної ознаки правопорушення;
8. нетрадиційність юридичних наслідків — відсутність юридичної відповідальності, що властива правопорушенню.

Протиправність поведінки як юридична ознака правопорушення при зловживанні правом явно не виражена.
Тому деякі вчені не схильні кваліфікувати зловживання правом як правопорушення.
Разом з тим його не можна вважати і правомірною поведінкою, оскільки остання є соціальне корисною. Врешті-решт, зловживання правом— це феномен правової поведінки (тут критерієм оцінки є літера закону) або протиправна поведінка (тут критерієм оцінки є дух право).
Протиправність поведінки при зловживанні правом полягає в суперечності не стільки закону, скільки правам та інтересам правопорушника. Зловживання правом слід віднести до правової поведінки, яка може набути неправомірного характеру, стати правопорушенням, але не завжди ним стає.
Після аналізу законодавства України[джерело?] про зловживання правом напрошуються наступні висновки:
1. Норми, що стосуються зловживання правом, є як у законах, так і в підзаконних нормативно-правових актах.
2. Вони містяться в нормативно-правових актах різних галузей права, зокрема, господарському, кримінальному, шлюбно-сімейному законодавстві, а також нормативно правових актах, присвячених правовому статусу засобів майнової інформації.
3. З огляду на сучасні загальносвітові тенденції в розвитку законодавства, виправданим є чітке закріплення в законі дефініції «зловживання правом», його ознак, а також конституційне оформлення принципу добросовісності здійснення права і неприпустимості зловживання їм.
4. Як санкцію за зловживання правом у законодавстві необхідно встановити відмову у захисті права у випадку, якщо судом встановлені всі ознаки зловживання правом, а особа, що зловживала ним, звертається до суду або інших компетентних органів з метою приведення до дії механізму державного примусу.
5. Правореалізаційна практика, зокрема у сфері приватно-правових відносин, свідчить про необхідність теоретичної розробки та наступного впровадження в законодавство категорії «межі здійснення права».

## Умови настання та види зловживання правом
Адже юридична відповідальність настає тільки у разі встановлення факту зловживання суб'єктивним правом, а це можливо, коли зловживання правом заподіює істотну шкоду інтересам, що охороняються законом.
Передумови виникнення на практиці випадків зловживання правом — прогалини у законодавстві або недостатня чіткість правової регламентації тих чи інших суспільних відносин.
Будь-яке суб'єктивне право має межі, оскільки суб'єктивне право є міра свободи, міра можливої поведінки правомочної особи в правовідносинах.
Зловживання суб'єктивним правом — це використання суб'єктивного права з порушенням меж його дії, ненормальне (марне, незвичайне, шкідливе, аморальне) здійснення права, яке виражається в недозволених конкретних діях, що заподіюють шкоду іншій особі чи загрожують чужому праву.
Види зловживання правом за правовою кваліфікацією
1. правомірне (легалізоване, ал
е аморальне чи недоцільне): явно не виходить за межі встановленого законом суб'єктивного права, зовні правомірне, однак виражається в соціально шкідливій поведінці правомочної особи— заподіює шкоду неохоронюваним законом відносинам (замовчування ЗМІ суспільно значущої інформації або передбачення в публікації судового рішення);
2. протиправне (неправомірне, нелегалізоване): явно виходить за межі встановленого законом обсягу суб'єктивного права, є соціально небезпечним, винним діянням (журналіст, зловживаючи свободою ЗМІ, може здійснити такі злочини, як наклеп, образа, породження національної, расової або релігійної ворожнечі).
Види зловживання правом (термінологічно звучить як «шкідливість») в Англії і США: приватна сфера — задимлення території сусіда; розміщення на сусідній землі виробництва, що створює підвищений шум; публічна сфера— дії, що стосуються інтересів суспільства.
Види зловживання правом за галузевою ознакою:
- у сфері конституційного права («чорний піар», використовуваний у передвиборній агітації);
- у сфері сімейного права (фіктивні шлюби; зловживання батьківськими правами — заподіяння фізичної, психічної, моральної шкоди дитині);
- у сфері цивільного права (зловживання домінуючим становищем на ринку; підкуп службовців конкурентом; несумлінна реклама з метою створення умов для збуту товарів) та ін.

Види зловживання правами за їх субординацією в правовому регулюванні:
- зловживання матеріальними правами;
- зловживання процесуальними правами (можливе на будь-якій стадії судового провадження).

Види зловживання правом за суб'єктивною стороною:
1. необережне — вчиняється без наміру, але об'єктивно спричиняє настання шкоди (відмова члена сім'ї наймача житлового приміщення без наміру та будь-яких причин дати згоду на його обмін);
2. навмисне — вчинене з наміром нашкодити іншій особі; найбільш відомим видом зловживання правом (сфера застосування цивільного права) що полягає у здійсненні навмисних дій в галузі договірних, зобов'язальних та інших цивільно-правових відносин з наміром заподіяти іншій особі майнову шкоду (зменшення або втрата доходу потерпілим) та моральну шкоду (зазіхання на гідність, ділову репутацію тощо).

### Можливі наслідки за зловживання правом
При зловживанні суб'єктивним правом поведінка суб'єкта права полягає в створенні ситуації, яка лише має видимість законної. Особа, чиї права і законні інтереси порушені, почувається особливо неспроможною і беззахисною. Довести зловживання суб'єктивним правом дуже складно або просто неможливо. Хоч види зловживання правом можуть збігатися або мати багато однакового, проте правові наслідки зловживання будуть різними.
Стримування зловживання правом — це боротьба не з самою поведінкою, а з конкретними проявами правової поведінки, що завдають шкоди суспільству і особі.
У разі встановлення факту зловживання правом воно не захищається і не охороняється.
Юридичні наслідки зловживання правом не традиційні: тут відсутня юридична відповідальність, характерна для правопорушення.
Залежно від обставин конкретної справи настають такі наслідки зловживання правом: визнання їх недійсними (його наслідків), заборона дій, припинення здійснення суб'єктивного права без його позбавлення тощо. Запобігання і припинення зловживання правом входить до компетенції всіх державних органів.
Принцип заборони зловживання правом набув спеціального законодавчого закріплення у деяких країнах (наприклад, у Росії), хоча в законодавчих актах ще відсутнє поняття «зловживання правом», не названі його ознаки. Лише у виняткових випадках — за наявності великого ступеня суспільної небезпечності зловживання правом — законодавець визначає його як правопорушення, встановлюючи заборонну норму і забезпечуючи її юридичною санкцією.
Наприклад, несвоєчасна виплата заробітної плати громадянам з боку держави як носія владних повноважень спричиняє зловживання правом громадянами в їх трудових, розрахунково-кредитних, податкових відносинах з державою.
Але навіть у цьому разі зловживання правом недопустимо, оскільки, як бумеранг, воно «обрушується» на державу і завдає шкоди всьому суспільству і конкретному громадянину, в тому числі тому, хто зловживає правом.